# Агилар, Макарена
Макарена Агилар (исп. Macarena Aguilar Díaz; род. 12 марта 1985, Боланьос-де-Калатрава, Кастилия-Ла-Манча) — испанская гандболистка. В составе сборной Испании бронзовая призёрка Олимпийских игр 2012 года и чемпионата мира 2011 года, серебряная призёрка чемпионатов Европы 2008 и 2014 годов.

## Клубная карьера
Агилар начала спортивную карьеру за испанский клуб «Сагунто», в составе которого выиграла чемпионат Испании в 2005 году и Кубок Испании 2008 года. В 2009 году подписала контракт с «Ичако». В составе клуба она выиграла три чемпионата Испании. Летом 2012 года перешла в датский клуб «Раннерс». В 2015 году выиграла Кубок Венгрии с «Дьёром», а с лета 2015 года заключила контракт с российским клубом Ростов-Дон, но в сентябре 2015 года перешла в венгерский клуб «Шиофок». В настоящее время является игроком клуба «Тюрингер» из Германии.

## Карьера в сборной
Агилар сыграл 239 матчей за сборную Испании, где забила 637 голов. Со сборной Испании она прошла в финал чемпионата Европы 2008 года, в котором проиграла сборной Норвегии (34:21). В 2011 году защищала честь сборной на чемпионате мира в Бразилии, выиграв бронзовую медаль. Через год приняла участие в Олимпийских играх в Лондоне, где также стала обладательницей бронзы. В 2014 году повторила успех 2008 года, выиграв серебряную медаль чемпионата Европы. Кроме того, она принимала участие в Олимпийские игры 2016 года, проиграв в четвертьфинале сборной Франции.

## Достижения

### Клубные
- Чемпионка Испании: 2005, 2010, 2011, 2012
- Победительница Кубка Испании: 2008, 2010, 2011, 2012
- Победительница Кубка Венгрии: 2015

### В сборной
- Бронзовый призёр Олимпийских игр: 2012
- Бронзовый призёр чемпионата мира: 2011
- Серебряный призёр чемпионата Европы: 2008, 2014